# Колонизация точек Лагранжа
Колонизация точек Лагранжа является гипотетическим проектом создания автономных поселений в одной (или нескольких) из пяти точек равновесия на орбите планеты или её спутника, известных как точки Лагранжа. Ближайшими кандидатами являются точки Лагранжа в системе Земля — Луна и Солнце — Земля. Идеи об этом высказывал, в частности, Джерард О’Нил, а также различные общественные объединения, включая «сообщество L5» (L5 Society), «Республика Лагранжия» (Republic of Lagrangia) и «Национальное космическое сообщество» (National Space Society).

## Точки Лагранжа в системе «Земля — Луна»
Космическая станция, расположенная в точке L1 системы Земля — Луна может стать идеальным местом для мониторинга и координации перелётов и коммуникаций между Землёй и Луной. Корабль, запущенный из L1, сможет достичь любой точки на поверхности Луны в течение нескольких часов, максимум — одного дня. Поэтому данная точка идеальна для создания «антикризисной станции» для решения неотложных проблем, возникших на Луне. Также станция в данной точке может стать пересадочным узлом для космонавтов и для космических туристов, путешествующих на Луну. В станции в точке L1 можно создать сборочный и ремонтный центр для космических кораблей в Солнечной системе.
Точка L2 (над обратной стороной Луны) полностью закрыта Луной от Земли, поэтому это идеальное место для размещения космических телескопов из-за естественной защиты от помех с Земли. Из-за синхронного вращения Луны с Землёй местность, расположенная на поверхности обратной стороны Луны, также может стать хорошим местом для размещения радиотелескопа, однако аппарат, размещённый в точке L2, в отличие от расположенного на поверхности спутника, будет защищён от лунотрясений.
Точки L1 и L2 потребуют активного позиционирования станции на орбите, так как эти точки не являются полностью стабильными. Небольшие корректировки положения космических станций, расположенных на них, потребуются как минимум раз в две недели.  Станции, расположенные в точках L4 и L5, будут стабильны без активного позиционирования. Их можно использовать в качестве промежуточных станций для путешествий в окололунном пространстве и вовне.

## Точки Лагранжа в системе «Солнце — Земля»

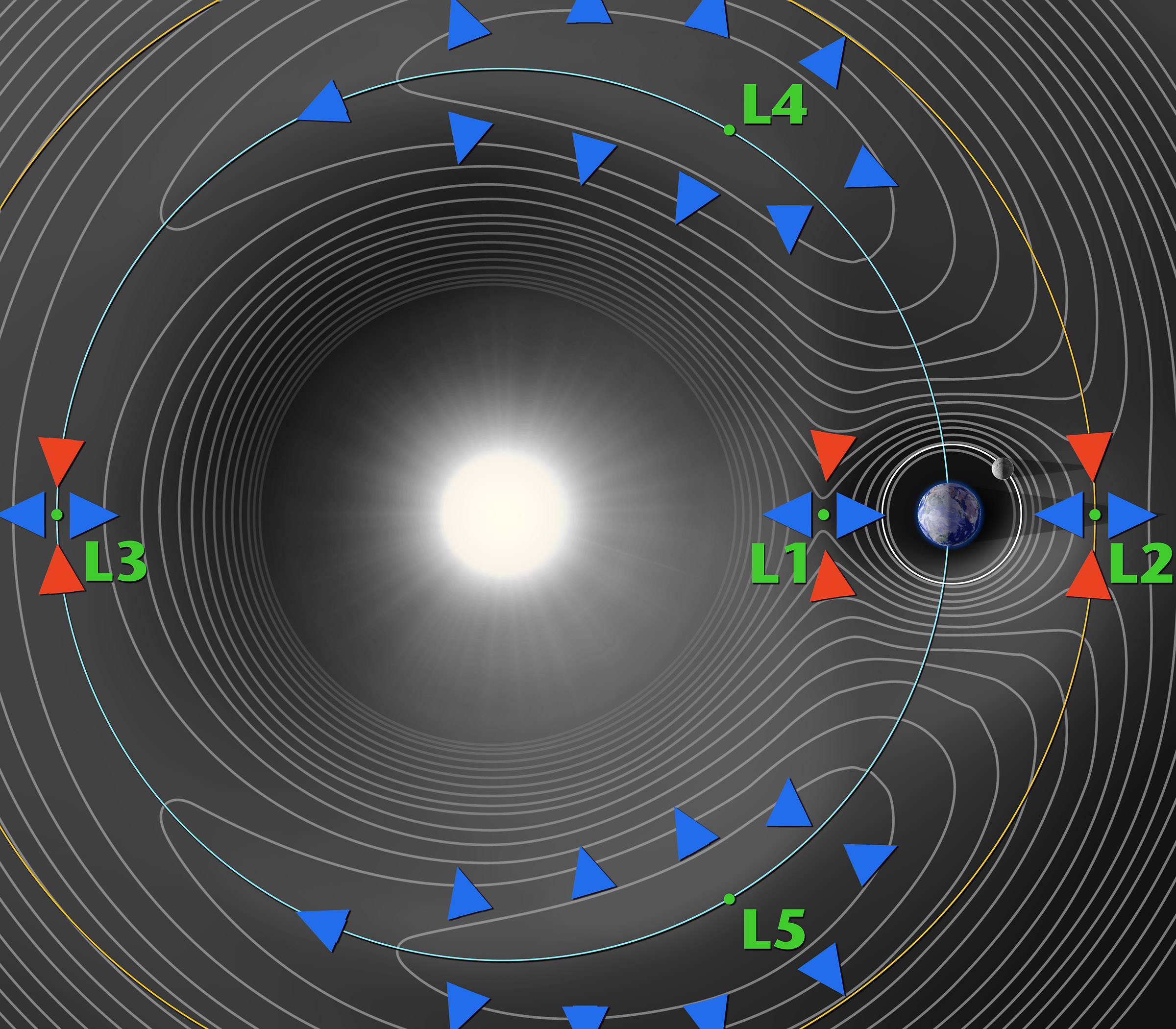
Точки Лагранжа в системе «Солнце — Земля»

Точка L1 в системе «Солнце — Земля» идеально подходит для наблюдений Солнца из-за близости к Земле и постоянной видимости Солнца. Также здесь можно разместить солнечные батареи для сбора энергии.
Точка L2, напротив, всегда находится в полутени Земли, поэтому она подходит для размещения космических телескопов. Точки L4 и L5 в системе «Солнце — Земля» могут использоваться как пересадочные станции для космических путешествий.

## Проблемы

Схема магнитосферы Земли. Солнечный ветер исходит слева

Обитаемые поселения в космосе, в частности, в точках Лагранжа, сталкиваются с проблемой негативного влияния солнечного ветра, а также иных космических лучей на организм человека. В системе «Земля — Луна» колонии, расположенные в точках L3 — L5, будут находиться вне пределов защиты земной магнитосферы на протяжении примерно двух третей времени. Колонии в точках L1 (между Землёй и Луной) будут испытывать этот эффект в меньшей степени, тогда как в точке L2 (позади Луны) этот эффект будет ещё более сильным. Также все точки Лагранжа системы «Земля — Луна» (как и вся Луна) подвергаются пока что слабо изученному воздействию плазмы в экваториальной плоскости магнитосферы Земли.
В системе «Солнце — Земля» точки L1 и L3 — L5 находятся вне защиты магнитосферы Земли. Точка L2 периодически подвергается воздействию магнитосферы планеты, её плазменного хвоста и солнечного ветра.
В связи с этим космические поселения и пилотируемые станции в точках Лагранжа потребуют специальных систем защиты от космической радиации.
В связи с отсутствием гравитации постоянные космические поселения в точках Лагранжа потребуют создания искусственной силы тяжести.